# Malá Lehota
Malá Lehota es un municipio situado en el distrito de Žarnovica, en la región de Banská Bystrica, Eslovaquia. Tiene una población estimada, en abril de 2025, de 788 habitantes.
Está ubicado en el valle del río Hron —un afluente izquierdo del Danubio—.

## Demografía
| Año        | 1994 | 2004     | 2014     | 2024     |
| ---------- | ---- | -------- | -------- | -------- |
| Población  | 1166 | 1017     | 885      | 791      |
| Diferencia |      | −12,77 % | −12,97 % | −10,62 % |

| Año        | 2023 | 2024    |
| ---------- | ---- | ------- |
| Población  | 812  | 791     |
| Diferencia |      | −2,58 % |